# HD 7199
Emiw eller HD 7199 är en ensam stjärna belägen i den mellersta delen av stjärnbilden Tukanen. Den har en skenbar magnitud av ca 8,06 och kräver åtminstone en stark handkikare eller ett mindre teleskop för att kunna observeras. Baserat på parallax enligt Gaia Data Release 2 på ca 27,6 mas, beräknas den befinna sig på ett avstånd på ca 118 ljusår (ca 36 parsek) från solen. Den rör sig bort från solen med en heliocentrisk radialhastighet på ca +6 km/s.

## Nomenklatur
HD 7199 fick på förslag av Mozambique namnet Emiw i NameExoWorlds-kampanjen som 2019 anordnades av International Astronomical Union. Emiw är ordet för ’kärlek’ på det lokala Makhuwa-språket. Planeten HD 7199 b fick namnet Hairu, som betyder ’enhet’ på samma språk.

## Egenskaper
HD 7199 är en orange till gul underjättestjärna  av spektralklass K1 IV, 
som har förbrukat förrådet av väte i dess kärna och utvecklats bort från huvudserien. Den har en massa som är ca 0,93 solmassor, en radie som är ca 0,98 solradier och har ca 0,7 gånger solens utstrålning av energi från dess fotosfär vid en effektiv temperatur av ca 5 350 K. Den är mycket metallrik och har mer än dubbelt överskott av järn jämfört med solen, men har en solliknande magnetisk aktivitetscykel.

## Planetssystem
Radial Velocity Planet Searcher (HARPS) i Chile har upptäckt en exoplanet med minst 0,29 gånger Jupiters massa, 92 gånger jordens massa, och med en omloppsperiod på 615 dygn.
| Planet    | Massa            | Halv storaxel (AE) | Siderisk omloppstid (d) | Excentricitet | Inklination | Radie |
| --------- | ---------------- | ------------------ | ----------------------- | ------------- | ----------- | ----- |
| b (Hairu) | ≥0,29 ± 0,023 MJ | 1,36 ± 0,02        | 615 ± 7                 | 0,36 ± 0,12   | -           | -     |